# Cristiano Toraldo di Francia
Cristiano Toraldo di Francia (Firenze, 18 settembre 1941 – Filottrano, 30 luglio 2019) è stato un architetto italiano.

## Biografia
Figlio di Giuliano Toraldo di Francia, dopo essersi laureato in Architettura all'Università di Firenze fondò nel 1966, assieme a Adolfo Natalini, il "Superstudio", dove linguaggio architettonico e design vennero rielaborati sulla base di metodi di rottura fortemente ironici. Dopo questa esperienza, nel 1980 continuò la carriera professionale in proprio, ispirandosi soprattutto al linguaggio dell'architettura toscana del Cinquecento.
Nel 1973, all'apice della produzione del Superstudio, avviò, assieme a Adolfo Natalini, il programma di Architettura della California State University a Firenze. Cominciò così un percorso didattico che, in questa struttura, durerà quasi trent'anni. 
Agli inizi degli anni novanta, trasferitosi nelle Marche, Cristiano Toraldo di Francia diede vita a una serie di iniziative tese a mettere a confronto la cultura progettuale statunitense e quella italiana. In particolare, i "Seminari di Filottrano" (dal 1992) istituirono un ponte tra la Toscana e le Marche per generazioni di studenti provenienti da Cal Poly San Luis Obispo e Cal Poly Pomona.
Toraldo di Francia fu professore di II fascia nella Facoltà di Architettura (oggi Scuola di Architettura e Design "Eduardo Vittoria") dell'Università degli Studi di Camerino, con sede nella città di Ascoli Piceno, dalla sua fondazione nel 1993 sino al pensionamento per sopraggiunti limiti di età.
A Firenze realizzò la pensilina di Santa Maria Novella, che fin dalla costruzione attirò feroci critiche: venne soppressa vent'anni dopo.

## Opere principali
- Istituto Bancario San Paolo (Prato)
- Stazione di Firenze Statuto
- Banca Cooperativa del Chianti Fiorentino
- Terminal degli autobus di Santa Maria Novella (distrutto)
- Chalet del lungomare di Livorno
- Teatro Torquis di Filottrano

## Pubblicazioni
- C. Toraldo di Francia e F. Bandini, Firenze materiali e colore, Alinari, Firenze 1986.
- A. Natalini, L. Netti, A. Poli e C. Toraldo di Francia, Cultura materiale extraurbana, Alinea, Firenze 1983.
- Cristiano Toraldo di Francia (a cura di), Case di costa, Alinea, Firenze 1999.
- Cristiano Toraldo di Francia (a cura di), Fabbriche ibride, Aliena, Firenze 2002.
- Cristiano Toraldo di Francia (a cura di), Arte e tecnica delle superfici verticali in cotto, Il Palagio, Firenze 2002.
- Superstudio, La vita segreta del Monumento Continuo. Conversazioni con Gabriele Mastrigli, Quodlibet, Macerata 2015.
- Superstudio, Opere 1966-1978, a cura di Gabriele Mastrigli, Quodlibet, Macerata 2016.
- Cristiano Toraldo di Francia, Ri-vestire. Vestire il pianeta/vestire un corpo: dalla Supersuperficie al Librabito. Dressing the planet/dressing a body: from Supersuperficie to Librabito, Quodlibet, Macerata 2018